# Сарнов, Борис Яковлевич
Борис Яковлевич Сарнов (24 августа 1910, Сувалки — 11 ноября 1981, Новосибирск) — работник советских предприятий, руководитель Новосибирского электровозоремонтного завода (1952—1972), Герой Социалистического Труда (1966).

## Биография
Родился 24 августа 1910 года в Сувалках Царства Польского Российской империи. Получил высшее неполное образование. В 1925 году окончил школу ФЗУ, затем работал инструктором слесарного дела и директором слесарного комбината на станции Орша.
С 1932 по 1934 год служил в Красной армии, после чего трудился на Полтавском паровозоремонтном заводе: руководитель отдела кадров по торговле, заместитель начальника цеха, председатель профкомитета, начальник литейного и механического цехов.
В 1941 году отправлен на фронт, но в 1942 году переброшен в Красноярск на постройку паровозоремонтных мастерских. С 1944 по 1945 год — начальник производства Полтавского паровозоремонтного завода, позднее возглавлял паровозоремонтные заводы Тихорецка и Ростова-на-Дону.
В 1952—1972 годах руководил Новосибирским электровозоремонтным заводом; в результате его успешной реорганизации в электровозоремонтное предприятие получил звание Героя Социалистического Труда (1966).
Дважды депутат Новосибирского областного совета, член обкома КПСС.
Умер 11 ноября 1981 года в Новосибирске. Похоронен на Инском кладбище.

## Награды
Ордена Ленина (1966), Трудового Красного Знамени, знак «Почётному железнодорожнику», четыре медали.